# یواس‌اس ال‌اس‌تی-۱۰۲۲
یواس‌اس ال‌اس‌تی-۱۰۲۲ (به انگلیسی: USS LST-1022) یک کشتی بود که طول آن ۳۲۸ فوت (۱۰۰ متر) بود. این کشتی در سال ۱۹۴۴ ساخته شد.